# کاترین، ملکه ناوار
کاترین، ملکه ناوار (باسکی: Katalina؛ 1468 – ۱۲ فوریهٔ ۱۵۱۷) حکمران پادشاهی ناوار از ۱۴۸۳ تا ۱۵۱۷ و دوشس گاندیا و کنتس بیگور بود. او جوانترین دختر پدرش بود و مادرش دختر شارل هفتم و خواهر لوئی یازدهم پادشاهان فرانسه بود. بعد از فوت برادرش، پادشاه وقت ناوار پادشاهی ناوار به کاترین رسید با این همه عموی کاترین این امر را نپذیرفت و ادعای پادشاهی نمود و جنگی داخلی از ۱۴۸۳ تا ۱۴۹۲ رخ داد در این راستا کاترین برای جلب حمایت در جریان جنگ با عمویش، ازدواج نمود ازدواج در کلیسای بانوی ما در شهر لسکا در فرانسه امروزی برگزار شد.